# 글렌 카마라
글렌 아제이 카마라(핀란드어: Glen Adjei Kamara, 1995년 10월 28일~)는 핀란드의 축구 선수로 포지션은 미드필더이다. 현재 사우디 프로페셔널리그의 알샤바브 소속으로 활동하고 있다.
탐페레에서 시에라리온 출신 난민의 아들로 태어났다. 잉글랜드 프리미어리그의 아스널 FC에서 선수 생활을 시작했으나 정규 리그 출전 없이 사우스엔드 유나이티드와 콜체스터 유나이티드에서 임대 선수 생활을 했다. 이후 2018년에 던디 FC 소속으로 뛰면서 스코티시 프리미어리그에서 활동하기 시작했으며 2019년부터 2023년까지 레인저스 소속 선수로 뛰었다.
국제 경기에서는 핀란드 축구 국가대표팀의 일원으로 뛰고 있으며 2017년에 성인 대표팀 선수가 되기 전까지 연령별 핀란드 국가대표팀을 거쳤다. 2021년에는 첫 메이저 국제 대회인 UEFA 유로 2020에 참가했다. 2022년에는 핀란드 축구 협회가 선정한 올해의 핀란드 축구 선수가 되었다.